# Stephanie Wagner
Stephanie Wagner (Karlsruhe, 8 luglio 1990) è una cestista tedesca.

## Carriera
Con la Germania ha disputato i Campionati europei del 2011.